# Лисянь (Ганьсу)
Лисянь (кит. упр. 礼县, пиньинь Lǐ xiàn) — уезд городского округа Луннань провинции Ганьсу (КНР).

## История
При империи Мин в 1371 году в этих местах была создана Лидяньская охранная тысяча (礼店千户所). В 1473 году был создан уезд Лисянь.
В 1949 году был образован Специальный район Уду (武都专区), и уезд вошёл в его состав. В 1958 году Специальный район Уду был присоединён к Специальному району Тяньшуй (天水专区); уезд Лисянь был при этом объединён с уездом Сихэ в уезд Сили (西礼县).
В 1961 году оба уезда были восстановлены, и вошли в состав вновь созданного Специального района Уду. В 1968 году Специальный район Уду был переименован в Округ Уду (武都地区). В 1985 году округ Уду был переименован в округ Луннань (陇南地区).
В 2004 году был расформирован округ Луннань и образован городской округ Луннань.

## Административное деление
Уезд делится на 15 посёлков и 14 волостей.